# Campionato europeo maschile di calcio 1996
Il campionato europeo di calcio 1996 (in inglese 1996 UEFA European Football Championship) o UEFA EURO '96, noto anche come Inghilterra '96, fu la decima edizione dell'omonimo torneo, organizzato ogni quattro anni dall'UEFA, la prima a 16 squadre.
Si tenne in Inghilterra dall'8 al 30 giugno 1996 e per la prima volta fu aperto a sedici squadre invece che alle otto viste nelle precedenti quattro edizioni.
Svoltosi con la classica formula dell'eliminazione diretta dopo la fase a gironi, nella gara d'assegnazione del titolo vide allo stadio di Wembley a Londra la riproposizione della finale del 1976, quando ad affrontarsi a Belgrado furono Germania Ovest e Cecoslovacchia, con la vittoria di quest'ultima: vent'anni più tardi la Germania si presentò unificata e la Repubblica Ceca separata dalla Slovacchia, ma erede del titolo sportivo del Paese discioltosi tre anni prima. A prevalere furono i tedeschi, che, con una doppietta di Oliver Bierhoff, ribaltarono il punteggio che li vedeva soccombenti fino ad un quarto d'ora dalla fine dell'incontro e divennero campioni per la terza volta.

## Scelta della sede
L'assegnazione del torneo allo stato britannico avvenne il 5 maggio 1992, dopo un meeting della UEFA a Lisbona: l'Inghilterra sconfisse i Paesi Bassi alla candidatura.
Il sorteggio per la composizione dei gruppi eliminatori ebbe invece luogo a Manchester il 22 gennaio 1994.

## Formula e qualificazioni
Ad una fase finale allargata a sedici contendenti corrispose l'iscrizione di quarantotto squadre alle eliminatorie — situazione peraltro ascrivibile alle vicende politiche che già avevano influenzato la campagna preliminare del precedente torneo — con la composizione di otto gruppi: uno di essi accolse cinque partecipanti, con i restanti gironi formati invece da sei nazionali. La fase preliminare si svolse dal settembre 1994 al novembre 1995, con la qualificazione di quindici compagini cui si aggiunse l'Inghilterra ammessa d'ufficio in quanto nazione ospitante. L'unico spareggio, che pose di fronte le peggiori seconde classificate, vide i Paesi Bassi imporsi sull'Irlanda.
Il formato della fase finale si articolava nel primo turno a gironi — con quattro gruppi composti da altrettante squadre l'uno — seguito dalla knock-out phase, cui avevano accesso le prime due di ogni raggruppamento: le gare ad eliminazione diretta si snodavano su quarti di finale, semifinali e finale. Per dirimere eventuali situazioni di parità allo scadere dei tempi regolamentari, erano previsti supplementari (durante i quali era valida la regola del golden goal) e tiri di rigore. Un'ulteriore novità fu rappresentata dall'assegnazione di tre punti per la vittoria, regola applicata anche durante le qualificazioni.

## Squadre partecipanti
| Pr. | Squadra     | Data di qualificazione certa | Partecipante in quanto                                                | Partecipazioni precedenti al torneo    |
| --- | ----------- | ---------------------------- | --------------------------------------------------------------------- | -------------------------------------- |
| 1   | Inghilterra | 5 maggio 1992                | Rappresentativa della nazione organizzatrice della fase finale        | 4 (1968, 1980, 1988, 1992)             |
| 2   | Spagna      | 11 ottobre 1995              | 1ª classificata nel Gruppo 2 di qualificazione                        | 4 (1964, 1980, 1984, 1988)             |
| 3   | Russia      | 11 ottobre 1995              | 1ª classificata nel Gruppo 8 di qualificazione                        | 6 (1960, 1964, 1968, 1972, 1988, 1992) |
| 4   | Svizzera    | 15 novembre 1995             | 1ª classificata nel Gruppo 3 di qualificazione                        | -                                      |
| 5   | Croazia     | 15 novembre 1995             | 1ª classificata nel Gruppo 4 di qualificazione                        | -                                      |
| 6   | Scozia      | 15 novembre 1995             | Migliore tra le seconde classificate di ogni gruppo di qualificazione | 1 (1992)                               |
| 7   | Bulgaria    | 15 novembre 1995             | Migliore tra le seconde classificate di ogni gruppo di qualificazione | -                                      |
| 8   | Germania    | 15 novembre 1995             | 1ª classificata nel Gruppo 7 di qualificazione                        | 6 (1972, 1976, 1980, 1984, 1988, 1992) |
| 9   | Romania     | 15 novembre 1995             | 1ª classificata nel Gruppo 1 di qualificazione                        | 1 (1984)                               |
| 10  | Turchia     | 15 novembre 1995             | Migliore tra le seconde classificate di ogni gruppo di qualificazione | -                                      |
| 11  | Danimarca   | 15 novembre 1995             | Migliore tra le seconde classificate di ogni gruppo di qualificazione | 4 (1964, 1984, 1988, 1992)             |
| 12  | Rep. Ceca   | 15 novembre 1995             | 1ª classificata nel Gruppo 5 di qualificazione                        | 3 (1960, 1976, 1980)                   |
| 13  | Italia      | 15 novembre 1995             | Migliore tra le seconde classificate di ogni gruppo di qualificazione | 3 (1968, 1980, 1988)                   |
| 14  | Francia     | 15 novembre 1995             | Migliore tra le seconde classificate di ogni gruppo di qualificazione | 3 (1960, 1984, 1992)                   |
| 15  | Portogallo  | 15 novembre 1995             | 1ª classificata nel Gruppo 6 di qualificazione                        | 1 (1984)                               |
| 16  | Paesi Bassi | 13 dicembre 1995             | Vincitrice dello spareggio di qualificazione                          | 4 (1976, 1980, 1988, 1992)             |

Nota bene: nella sezione "partecipazioni precedenti al torneo" le date in grassetto indicano che la nazione ha vinto quella edizione del torneo, mentre le date in corsivo indicano l'edizione ospitata da una determinata squadra.

## Stadi
| \| Londra Manchester Liverpool Birmingham · Sheffield Leeds Newcastle Nottingham \| |                  |                  |                  |
| Londra                                                                              | Manchester       |                  |                  |
| Wembley Stadium                                                                     | Old Trafford     |                  |                  |
| Capienza: 76 567                                                                    | Capienza: 55 000 |                  |                  |
|                                                                                     |                  |                  |                  |
| Liverpool                                                                           | Birmingham       |                  |                  |
| Anfield                                                                             | Villa Park       |                  |                  |
| Capienza: 42 730                                                                    | Capienza: 40 310 |                  |                  |
|                                                                                     |                  |                  |                  |
| Leeds                                                                               | Sheffield        | Nottingham       | Newcastle        |
| Elland Road                                                                         | Hillsborough     | City Ground      | St James' Park   |
| Capienza: 40 204                                                                    | Capienza: 39 859 | Capienza: 30 539 | Capienza: 36 649 |
|                                                                                     |                  |                  |                  |
| Londra Manchester Liverpool Birmingham · Sheffield Leeds Newcastle Nottingham       |                  |                  |                  |

## Riassunto del torneo

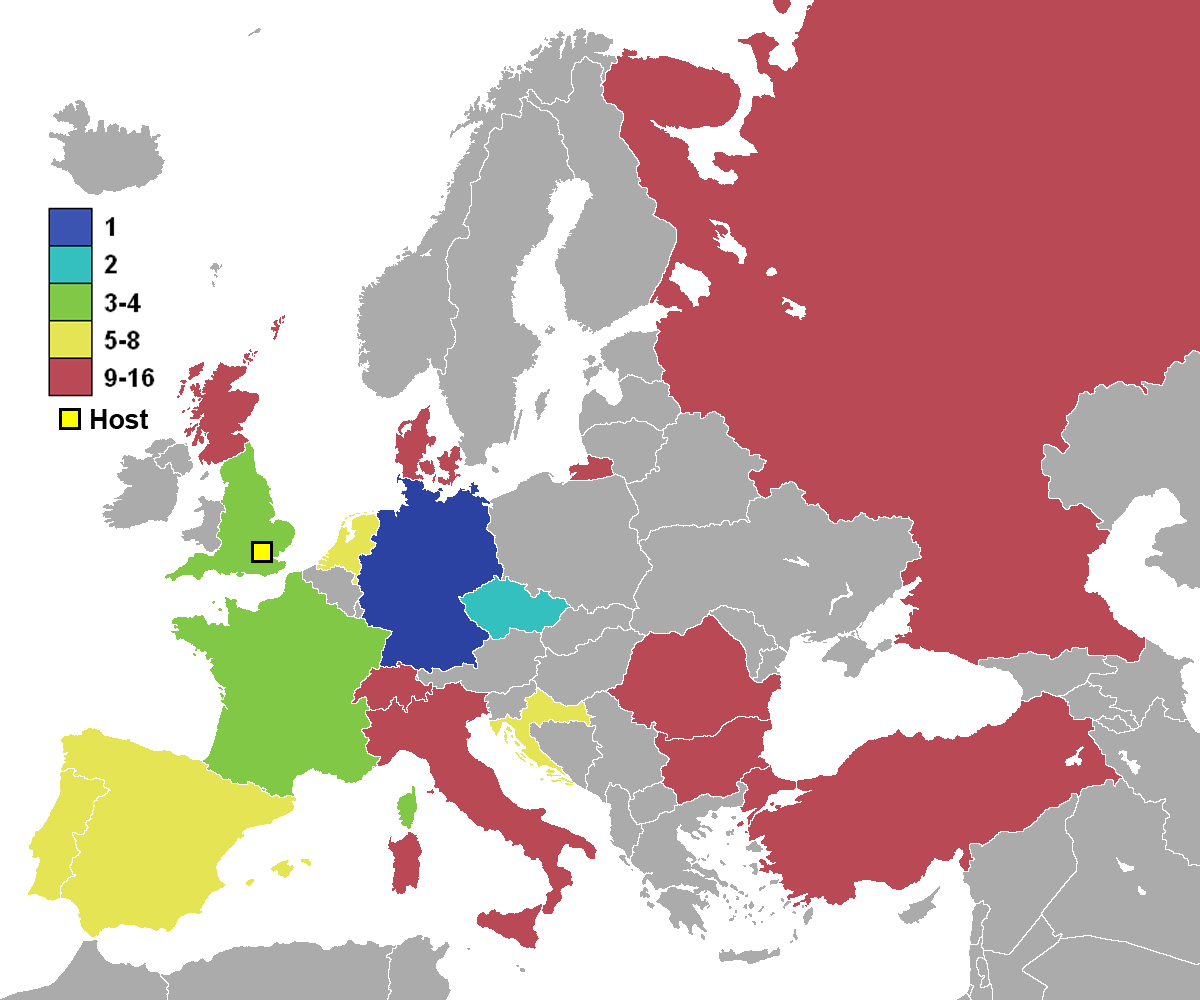
Piazzamenti delle nazionali.

### Fase a gironi
A contraddistinguere la prima parte della manifestazione furono risultati inattesi, in cui spiccò l'immediato flop dell'Italia: giunti al torneo dopo il secondo posto ottenuto al Mondiale americano, gli Azzurri debuttarono vincendo contro la Russia, perdendo in seguito con la Repubblica Ceca. I boemi, grazie alla nuova regola che premiava in caso di arrivo a pari punti la squadra che ottenesse il miglior risultato nello scontro diretto, guadagnarono il passaggio del turno congiuntamente alla Germania, che nell'ultimo turno impattò senza reti contro gli uomini di Sacchi; sul risultato gravò un errore dal dischetto di Zola.

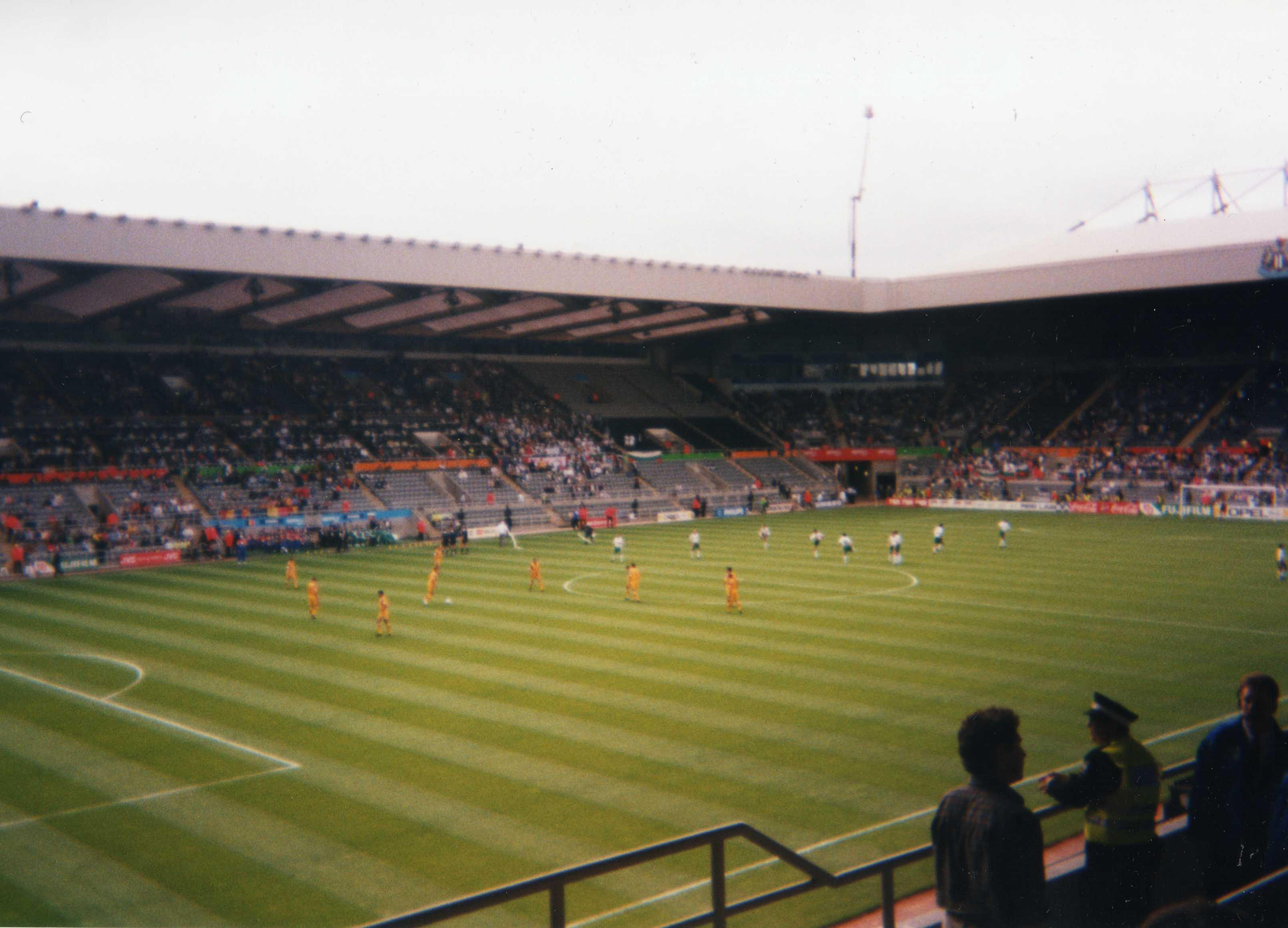
Un'immagine della gara tra Romania e Bulgaria, disputata il 13 giugno 1996 e valida per la seconda giornata del gruppo B.

Parimenti alla formazione italiana, la Bulgaria non seppe confermare il buon rendimento mostrato nella rassegna iridata di due anni prima, mancando la qualificazione a vantaggio di Francia e Spagna. Portogallo e Croazia — al primo impegno internazionale dopo la dissoluzione jugoslava — assursero al ruolo di outsider, con i padroni di casa inglesi che terminarono in vetta il proprio raggruppamento: assieme ai Leoni staccarono un biglietto anche i Paesi Bassi, favoriti dalla miglior differenza reti rispetto alla Scozia. Destò infine sorpresa l'immediata defezione della Danimarca, presentatasi in veste di campione in carica, ma estromessa da slavi e lusitani.

### Fase a eliminazione diretta

#### Quarti di finale
Il primo appuntamento della knock-out phase abbinò i britannici agli iberici, con il risultato di partenza destinato a non conoscere mutamento in 120': a provocare l'eliminazione delle Furie Rosse concorsero, quindi, gli errori di Hierro e Nadal dagli undici metri. Nel confronto cui diedero vita transalpini e olandesi fu invece lo sbaglio di Seedorf — sempre durante la sequenza finale — a spianare la strada verso il successo ai Bleus.
La rivelazione croata tenne testa alla Germania, impostasi con un sofferto 2-1; il quadro delle semifinaliste venne poi completato dai cechi, prevalsi con il minimo scarto nei confronti del Portogallo.

#### Semifinali
La lotteria dei rigori caratterizzò anche gli incroci validi per le semifinali, con i boemi vincenti sui francesi per un errore di Pedros.
Nella sfida tra Inghilterra e Germania fu il capocannoniere Shearer a sbloccare il punteggio, poi riequilibrato da Kuntz: la contesa si protrasse a sua volta oltre il 120', con il decisivo sbaglio di Southgate ad assicurare la finale ai teutonici.

#### Finale
L'atto conclusivo si svolse sul prato di Wembley, con la regina Elisabetta che — accompagnata dall'allora presidente dell'UEFA Lennart Johansson — strinse la mano ai calciatori prima del fischio d'inizio.
I boemi passarono in vantaggio con un rigore di Berger al 58', rete cui rispose Bierhoff al 73'; nel primo tempo supplementare fu ancora il centravanti tedesco a realizzare il golden goal, consegnando alla Mannschaft il primo titolo della sua storia dopo la riunificazione.

## Risultati

### Fase a gironi

#### Gruppo A

##### Classifica
| Pos. | Squadra     | Pt | G | V | N | P | GF | GS | DR |
| ---- | ----------- | -- | - | - | - | - | -- | -- | -- |
| 1.   | Inghilterra | 7  | 3 | 2 | 1 | 0 | 7  | 2  | +5 |
| 2.   | Paesi Bassi | 4  | 3 | 1 | 1 | 1 | 3  | 4  | -1 |
| 3.   | Scozia      | 4  | 3 | 1 | 1 | 1 | 1  | 2  | -1 |
| 4.   | Svizzera    | 1  | 3 | 0 | 1 | 2 | 1  | 4  | -3 |

##### Incontri
| Arbitro: | Díaz Vega |

|             |           |                       |
| Shearer 23’ | Marcatori | 84’ (rig.) Türkyılmaz |

| Birmingham 10 giugno 1996, ore 16:30 UTC | Paesi Bassi | 0 – 0 referto | Scozia | Villa Park (34.363 spett.)\| Arbitro: \| Sundell \| |
| Arbitro:                                 | Sundell     |               |        |                                                     |

| Arbitro: | Uzunov |

|  |           |                         |
|  | Marcatori | 66’ Cruyff 79’ Bergkamp |

| Arbitro: | Pairetto |

|  |           |                           |
|  | Marcatori | 53’ Shearer 79’ Gascoigne |

| Arbitro: | Krondl |

|             |           |  |
| McCoist 36’ | Marcatori |  |

| Arbitro: | Grabher |

|              |           |                                             |
| Kluivert 78’ | Marcatori | 23’ (rig.), 57’ Shearer 51’, 62’ Sheringham |

#### Gruppo B

##### Classifica
| Pos. | Squadra  | Pt | G | V | N | P | GF | GS | DR |
| ---- | -------- | -- | - | - | - | - | -- | -- | -- |
| 1.   | Francia  | 7  | 3 | 2 | 1 | 0 | 5  | 2  | +3 |
| 2.   | Spagna   | 5  | 3 | 1 | 2 | 0 | 4  | 3  | +1 |
| 3.   | Bulgaria | 4  | 3 | 1 | 1 | 1 | 3  | 4  | -1 |
| 4.   | Romania  | 0  | 3 | 0 | 0 | 3 | 1  | 4  | -3 |

##### Incontri
| Arbitro: | Ceccarini |

|             |           |                     |
| Alfonso 74’ | Marcatori | 65’ (rig.) Stoičkov |

| Arbitro: | Krug |

|  |           |             |
|  | Marcatori | 25’ Dugarry |

| Arbitro: | Mikkelsen |

|             |           |  |
| Stoičkov 3’ | Marcatori |  |

| Arbitro: | Žuk |

|               |           |              |
| Djorkaeff 49’ | Marcatori | 86’ Caminero |

| Arbitro: | Gallagher |

|                                     |           |              |
| Blanc 21’ Penev 63’ (aut.) Loko 90’ | Marcatori | 69’ Stoičkov |

| Arbitro: | Çakar |

|               |           |                       |
| Răducioiu 29’ | Marcatori | 11’ Manjarín 84’ Amor |

#### Gruppo C

##### Classifica
| Pos. | Squadra   | Pt | G | V | N | P | GF | GS | DR |
| ---- | --------- | -- | - | - | - | - | -- | -- | -- |
| 1.   | Germania  | 7  | 3 | 2 | 1 | 0 | 5  | 0  | +5 |
| 2.   | Rep. Ceca | 4  | 3 | 1 | 1 | 1 | 5  | 6  | -1 |
| 3.   | Italia    | 4  | 3 | 1 | 1 | 1 | 3  | 3  | 0  |
| 4.   | Russia    | 1  | 3 | 0 | 1 | 2 | 4  | 8  | -4 |

##### Incontri
| Arbitro: | Elleray |

|                      |           |  |
| Ziege 26’ Möller 32’ | Marcatori |  |

| Arbitro: | Mottram |

|                   |           |               |
| Casiraghi 5’, 52’ | Marcatori | 21’ Cymbalar' |

| Arbitro: | López Nieto |

|                     |           |            |
| Nedvěd 4’ Bejbl 35’ | Marcatori | 18’ Chiesa |

| Arbitro: | Nielsen |

|  |           |                               |
|  | Marcatori | 56’ Sammer 77’, 90’ Klinsmann |

| Arbitro: | Frisk |

|                                           |           |                                   |
| Mostovoj 49’ Tetradze 54’ Besčastnych 85’ | Marcatori | 5’ Suchopárek 19’ Kuka 88’ Šmicer |

| Manchester 19 giugno 1996, ore 19:30 UTC | Italia   | 0 – 0 referto | Germania | Old Trafford (53.740 spett.)\| Arbitro: \| Goethals \| |
| Arbitro:                                 | Goethals |               |          |                                                        |

#### Gruppo D

##### Classifica
| Pos. | Squadra    | Pt | G | V | N | P | GF | GS | DR |
| ---- | ---------- | -- | - | - | - | - | -- | -- | -- |
| 1.   | Portogallo | 7  | 3 | 2 | 1 | 0 | 5  | 1  | +4 |
| 2.   | Croazia    | 6  | 3 | 2 | 0 | 1 | 4  | 3  | +1 |
| 3.   | Danimarca  | 4  | 3 | 1 | 1 | 1 | 4  | 4  | 0  |
| 4.   | Turchia    | 0  | 3 | 0 | 0 | 3 | 0  | 5  | -5 |

##### Incontri
| Arbitro: | van der Ende |

|                |           |              |
| B. Laudrup 22’ | Marcatori | 53’ Sá Pinto |

| Arbitro: | Muhmenthaler |

|  |           |             |
|  | Marcatori | 86’ Vlaović |

| Arbitro: | Puhl |

|           |           |  |
| Couto 66’ | Marcatori |  |

| Arbitro: | Batta |

|                                 |           |  |
| Šuker 53’ (rig.), 90’ Boban 81’ | Marcatori |  |

| Arbitro: | Heynemann |

|  |           |                                     |
|  | Marcatori | 4’ Figo 33’ João Pinto 82’ Domingos |

| Arbitro: | Levnikov |

|  |           |                                    |
|  | Marcatori | 50’, 84’ B. Laudrup 69’ A. Nielsen |

### Fase a eliminazione diretta

#### Tabellone
|  | Quarti di finale | Quarti di finale  | Quarti di finale |                 |                | Semifinali     | Semifinali | Semifinali |  |  | Finale | Finale | Finale |  |
|  |                  |                   |                  |                 |                |                |            |            |  |  |        |        |        |  |
|  | 1B               | Francia (dtr)     | 0 (5)            |                 |                |                |            |            |  |  |        |        |        |  |
|  | 1B               | Francia (dtr)     | 0 (5)            |                 |                |                |            |            |  |  |        |        |        |  |
|  | 2A               | Paesi Bassi       | 0 (4)            |                 |                |                |            |            |  |  |        |        |        |  |
|  | 2A               | Paesi Bassi       | 0 (4)            |                 | Francia        | Francia        | 0 (5)      |            |  |  |        |        |        |  |
|  |                  |                   |                  |                 | Francia        | Francia        | 0 (5)      |            |  |  |        |        |        |  |
|  |                  |                   | Rep. Ceca (dtr)  | Rep. Ceca (dtr) | 0 (6)          |                |            |            |  |  |        |        |        |  |
|  | 2C               | Rep. Ceca         | Rep. Ceca (dtr)  | Rep. Ceca (dtr) | 0 (6)          | 1              |            |            |  |  |        |        |        |  |
|  | 2C               | Rep. Ceca         |                  |                 |                |                |            |            |  |  |        |        |        |  |
|  | 1D               | Portogallo        | 0                |                 |                |                |            |            |  |  |        |        |        |  |
|  | 1D               | Portogallo        | 0                |                 | Rep. Ceca      | Rep. Ceca      | 1          |            |  |  |        |        |        |  |
|  |                  |                   |                  |                 |                |                |            |            |  |  |        |        |        |  |
|  |                  |                   | Germania (gg)    | Germania (gg)   | 2              |                |            |            |  |  |        |        |        |  |
|  | 1C               | Germania          | Germania (gg)    | Germania (gg)   | 2              | 2              |            |            |  |  |        |        |        |  |
|  | 1C               | Germania          |                  |                 |                |                |            |            |  |  |        |        |        |  |
|  | 2D               | Croazia           | 1                |                 |                |                |            |            |  |  |        |        |        |  |
|  | 2D               | Croazia           | 1                |                 | Germania (dtr) | Germania (dtr) | 1 (6)      |            |  |  |        |        |        |  |
|  |                  |                   |                  |                 | Germania (dtr) | Germania (dtr) | 1 (6)      |            |  |  |        |        |        |  |
|  |                  |                   | Inghilterra      | Inghilterra     | 1 (5)          |                |            |            |  |  |        |        |        |  |
|  | 2B               | Spagna            | Inghilterra      | Inghilterra     | 1 (5)          | 0 (2)          |            |            |  |  |        |        |        |  |
|  | 2B               | Spagna            |                  |                 |                |                |            |            |  |  |        |        |        |  |
|  | 1A               | Inghilterra (dtr) | 0 (4)            |                 |                |                |            |            |  |  |        |        |        |  |

#### Quarti di finale
| Arbitro: | Batta |

|                          |                      |                                |
| Hierro Amor Belsue Nadal | Tiri di rigore 2 – 4 | Shearer Platt Pearce Gascoigne |

| Arbitro: | López Nieto |

|                                        |                      |                                           |
| Zidane Djorkaeff Lizarazu Guérin Blanc | Tiri di rigore 5 – 4 | de Kock R. de Boer Kluivert Seedorf Blind |

| Arbitro: | Sundell |

|                                 |           |           |
| Klinsmann 21’ (rig.) Sammer 59’ | Marcatori | 51’ Šuker |

| Arbitro: | Krug |

|              |           |  |
| Poborský 53’ | Marcatori |  |

#### Semifinali
| Arbitro: | Mottram |

|                                               |                      |                                          |
| Zidane Djorkaeff Lizarazu Guérin Blanc Pedros | Tiri di rigore 5 – 6 | Kubík Nedvěd Berger Poborský Rada Kadlec |

| Arbitro: | Puhl |

|                                         |                      |                                                     |
| Kuntz 16’                               | Marcatori            | 3’ Shearer                                          |
| Häßler Strunz Reuter Ziege Kuntz Möller | Tiri di rigore 6 – 5 | Shearer Platt Pearce Gascoigne Sheringham Southgate |

#### Finale
| Arbitro: | Pairetto |

|                   |           |                        |
| Berger 59’ (rig.) | Marcatori | 73’, 95’ (gg) Bierhoff |

## Statistiche

### Classifica marcatori
5 reti
- Alan Shearer (1 rig.)

3 reti
- Hristo Stoičkov (1 rig.)
- Davor Šuker (1 rig.)
- Brian Laudrup
- Jürgen Klinsmann (1 rig.)

2 reti
- Oliver Bierhoff
- Matthias Sammer
- Teddy Sheringham
- Pierluigi Casiraghi

1 rete
- Zvonimir Boban
- Goran Vlaović
- Allan Nielsen
- Laurent Blanc
- Youri Djorkaeff
- Christophe Dugarry
- Patrice Loko
- Stefan Kuntz
- Andreas Möller
- Christian Ziege
- Paul Gascoigne
- Enrico Chiesa
- Dennis Bergkamp

- Jordi Cruijff
- Patrick Kluivert
- Fernando Couto
- Domingos
- Luís Figo
- João Pinto
- Ricardo Sá Pinto
- Radek Bejbl
- Patrik Berger (1 rig.)
- Pavel Kuka
- Pavel Nedvěd
- Karel Poborský
- Vladimír Šmicer

- Jan Suchopárek
- Florin Răducioiu
- Vladimir Besčastnych
- Il'ja Cymbalar'
- Aleksandr Mostovoj
- Omari Tetradze
- Ally McCoist
- Alfonso Pérez
- Guillermo Amor
- José Luis Caminero
- Javier Manjarín
- Kubilay Türkyılmaz (1 rig.)

Autoreti
- Ljuboslav Penev (1, pro  Francia)

### Record
- Gol più veloce:  Hristo Stoičkov (Bulgaria-Romania, fase a gironi, 13 giugno) e  Alan Shearer (Germania-Inghilterra, semifinale, 26 giugno) (3º minuto)
- Gol più lento:  Oliver Bierhoff (Rep. Ceca-Germania, finale, 30 giugno, 95º minuto)
- Primo gol:  Alan Shearer (Inghilterra-Svizzera, partita inaugurale, fase a gironi, 8 giugno, 23º minuto)
- Ultimo gol:  Oliver Bierhoff (Rep. Ceca-Germania, finale, 30 giugno, 95º minuto)
- Miglior attacco:  Germania (10 reti segnate)
- Peggior attacco:  Turchia (0 reti segnate)
- Miglior difesa:  Francia,  Portogallo e  Scozia (2 reti subite)
- Peggior difesa:  Russia (8 reti subite)

## Premi
- Miglior marcatore:  Alan Shearer (5)
- Miglior giocatore:  Matthias Sammer

### Migliori 11
Formazione dei migliori 11 giocatori del torneo, selezionata dalla UEFA:
| Portieri      | Difensori                                                   | Centrocampisti                             | Attaccanti                               |
| ------------- | ----------------------------------------------------------- | ------------------------------------------ | ---------------------------------------- |
| Andreas Köpke | Paolo Maldini Matthias Sammer Laurent Blanc Marcel Desailly | Paul Gascoigne Karel Poborský Dieter Eilts | Alan Shearer Hristo Stoičkov Davor Šuker |

## La squadra vincitrice
La squadra tedesca campione d'Europa 1996.
| Germania                         | Germania         | Germania              |
| Numero                           | Giocatore        | Squadra 1996          |
| Portieri                         | Portieri         | Portieri              |
| -------------------------------- | ---------------- | --------------------- |
| 1                                | Andreas Köpke    | Eintracht Francoforte |
| 12                               | Oliver Kahn      | Bayern Monaco         |
| 22                               | Oliver Reck      | Werder Brema          |
| Difensori                        |                  |                       |
| 2                                | Stefan Reuter    | Borussia Dortmund     |
| 5                                | Thomas Helmer    | Bayern Monaco         |
| 6                                | Matthias Sammer  | Borussia Dortmund     |
| 14                               | Markus Babbel    | Bayern Monaco         |
| 15                               | Jürgen Kohler    | Borussia Dortmund     |
| 16                               | René Schneider   | Hansa Rostock         |
| Centrocampisti                   |                  |                       |
| 3                                | Marco Bode       | Werder Brema          |
| 4                                | Steffen Freund   | Borussia Dortmund     |
| 7                                | Andreas Möller   | Borussia Dortmund     |
| 8                                | Mehmet Scholl    | Bayern Monaco         |
| 10                               | Thomas Häßler    | Karlsruhe             |
| 13                               | Mario Basler     | Werder Brema          |
| 17                               | Christian Ziege  | Bayern Monaco         |
| 19                               | Thomas Strunz    | Bayern Monaco         |
| 21                               | Dieter Eilts     | Werder Brema          |
| Attaccanti                       |                  |                       |
| 18                               | Jürgen Klinsmann | Bayern Monaco         |
| 20                               | Oliver Bierhoff  | Udinese               |
| 11                               | Stefan Kuntz     | Beşiktaş              |
| 9                                | Fredi Bobic      | Stoccarda             |
| Commissario tecnico: Berti Vogts |                  |                       |